# Murray Chandler
Murray Graham Chandler (ur. 4 kwietnia 1960 w Wellington) – nowozelandzki szachista, do 2007 r. reprezentant Anglii, arcymistrz od 1982 roku.

## Kariera szachowa

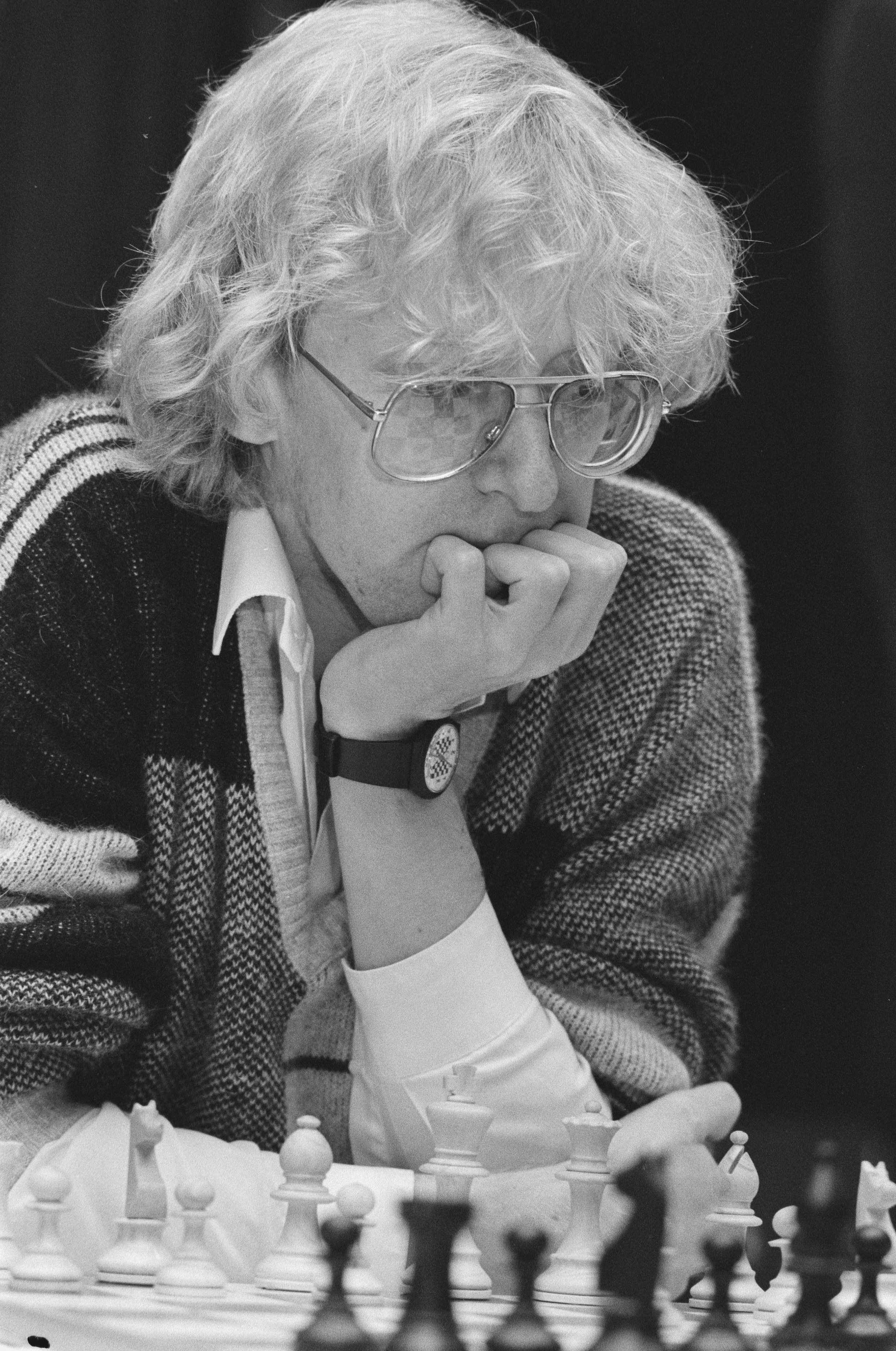
Murray Chandler, Amsterdam 1987

Pierwszy sukces odniósł na przełomie 1975 i 1976 roku, dzieląc I miejsce w mistrzostwach Nowej Zelandii. Na początku lat 80. przeniósł się do Anglii. W roku 1984 w Londynie wystąpił w drużynie reszty świata w meczu przeciwko Związkowi Radzieckiemu, w którym zdobył 1 pkt w 2 partiach. Odniósł szereg znaczących sukcesów w międzynarodowych turniejach, m.in. w Londynie (1979, Lloyds open, I), Brighton (1981, I), Dortmundzie (1983, II–III), Amsterdamie (1983, I–II), Londynie (1984, II oraz 1986, I), Hastings (1986/87, I-IV wraz z Jonathanem Speelmanem, Bentem Larsenem i Symbatem Lyputianem), Amsterdamie (1987, I), Wellington (1988, I–III wraz z Wasilijem Smysłowem i Eduardem Gufeldem), Blackpool (1990, turniej strefowy), Santo António (2001, I–II wraz z Jurijem Jakowiczem) oraz w Queenstown (2006, międzynarodowe mistrzostwa Nowej Zelandii, I). W 2008 triumfował w mistrzostwach Nowe Zelandii rozegranych w Auckland.
Wielokrotnie wystąpił na szachowych olimpiadach: w latach 1976–1980 i 2008 czterokrotnie w barwach Nowej Zelandii, zaś w latach 1982–1992 sześciokrotnie w barwach Anglii. W swoim dorobku posiada 8 medali: 3 srebrne i 1 brązowy (wraz z drużyną) oraz 3 srebrne i 1 brązowy (za wyniki indywidualne). Jest również czterokrotnym medalistą drużynowych mistrzostw świata, drużynowo dwukrotnie brązowym (1985, 1989) oraz indywidualnie złotym (1985) i srebrnym (1989), jak również brązowym medalistą (za wynik indywidualny) drużynowych mistrzostw Europy (1999).
Najwyższy ranking w karierze osiągnął 1 lipca 1988 r., z wynikiem 2605 punktów zajmował wówczas 19. miejsce na światowej liście FIDE, jednocześnie zajmując 4. miejsce wśród angielskich szachistów.
W latach 1991–1999 był wydawcą renomowanego brytyjskiego czasopisma szachowego British Chess Magazine.